# الإيصال إلى فهم كتاب الخصال
كتاب الإيصال إلى فهم كتاب الخصال وهو كتاب لابن حزم الأندلسي، ذكر أبن وهب «أظن أن هذا الكتاب لم يطلع عليه أحد منذ قرون بل لأظن أن أحداً اطلع عليه من المشرقيين» 
كتاب الإيصال إلى فهم كتاب الخصال الجامعة لجمل شرائع الإسلام والحلال والحرام وسائر الأحكام على ما أوجبه القرآن والسنة والإجماع. أورد فيه أقوال الصحابة فمن بعدهم والحجة لكل قول، وهو كتاب كبير جداً
(تذكرة الذهبي 3: 1147، والذخيرة 1/ 1: 143، وقد أشار إليه ابن حزم في الفصل 1: 114، 172 وفي الإحكام 1: 72، 4: 161، 4: 202) 

## الكتاب الأصلي
كتاب الإيصال إلى فهم كتاب الخصال هو لا يقل عن ثلاثين مجلدا بالخط الدقيق كما ذكر ابن حزم – رحمه الله – في المحلّى:
«فكل ما رُوي في ذلك منذ أربعمائة عام ونيف وأربعين عاماً من شرق الأرض إلى غربها، قد جمعناه في الكتاب الكبير المعروف بكتاب ((الإيصال)) – ولله الحمد – وهو الذي أوردنا منه ما شاء الله تعالى»
قال ابن الملقن في «البدر المنير» (2/623): «كتاب «الإيصال» وهو خمسة وثلاثون مجلدا، استوعب أبواب الشرائع».